# روزی روزگاری در دبیرستان
روزی روزگاری در دبیرستان (انگلیسی: Once Upon a Time in High School: The Spirit of Jeet Kune Do) یک فیلم فیلم اکشن درام محصول سال ۲۰۰۴ کره جنوبی است. پس زمینهٔ فیلم در سال ۱۹۷۸، در دبیرستانی در کره جنوبی می‌گذرد. ترجمه عنوان کره‌ای فیلم «تاریخ بی‌رحمانهٔ خیابان مال‌جوک» (cruel history of Maljuk street) است و یکی از مکان‌های فیلم‌برداری محلهٔ فعلی یونگ‌جه دونگ، ناحیه سوچو در سئول بود.